# 石笔木
石笔木（学名：Tutcheria championii），为山茶科石笔木属下的一个种。

## 扩展阅读
維基物種上的相關：石笔木